# Liste der Naturdenkmale in Sibbesse
Die Liste der Naturdenkmale in Sibbesse nennt die Naturdenkmale in der Gemeinde Sibbesse im Landkreis Hildesheim in Niedersachsen.

## Naturdenkmale
| Bild                          | Bezeichnung   | Ort, Lage                                                                                  | Beschreibung                                                                                         | Schutzzweck | Nummer    |
| ----------------------------- | ------------- | ------------------------------------------------------------------------------------------ | --- | ----------- | --------- |
| BW                            | Linde         | Adenstedt auf dem Schulhof (51° 59′ 55,9″ N, 9° 56′ 2,4″ O)                                | | Schönheit   | ND-HI 138 |
| BW                            | Friedenseiche | Grafelde an der Kreuzung „An der Friedenseiche“ / „Halbe“ (52° 1′ 22,4″ N, 9° 55′ 31,8″ O) | | Schönheit   | ND-HI 167 |
| BW                            | Eiche         | Grafelde an der Straße „Hohl“ (52° 1′ 24″ N, 9° 55′ 14″ O)                                 | | Schönheit   | ND-HI 168 |
| mehr Fotos \| Fotos hochladen | Abbenser Berg | Eberholzen (52° 2′ 48,8″ N, 9° 52′ 28,6″ O)                                                | nordexponierter Halbtrockenrasen. Rückzugsgebiet für bedrohte Tier- und Pflanzenarten. Fläche 1,2 ha |             | ND-HI 327 |